# Кунаев, Динмухамед Ахмедович
Динмухамме́д Ахме́дович (Минлиахмедович) Куна́ев (каз. Дінмұхаммед (Димаш) Ахметұлы Қонаев / Dınmūhammed (Dimaş) Ahmetūly Qonaev; 12 января 1912, город Верный, Российская империя, — 22 августа 1993, село Акши, Алматинская область, Республика Казахстан) — советский партийный и государственный, общественный деятель, писатель-мемуарист, ученый, горный инженер. Первый секретарь ЦК Компартии Казахстана (1960—1962 годы и 1964—1986 годы), член Политбюро ЦК КПСС (1971—1987 годы), трижды Герой Социалистического Труда (1972, 1976 и 1982 годы). Автор более 100 научных трудов. Академик АН Казахской ССР (1952). Доктор технических наук (1963).
Член КПСС с 1939 года. Депутат Верховного Совета СССР: Совета Национальностей 4—5 созывов от Казахской ССР, Совета Союза 6—11 созывов (1954—1989 годы) от Алма-Атинской области.

## Биография

### Происхождение
Согласно официальной биографии, по национальности казах, его предками были животноводы, жившие на берегах рек Курты и Или в Балхашском районе, в селе Баканас, дед — Жумабай (умер в 1912 году). Отец, Минлиахмед (Ахмед) Жумабаевич (1886—1976), работал приказчиком в торговом доме купца Исхака Габдувалиева (ныне торговый дом «Кызыл тан») в г. Алма-Ата по ул. М. Горького между ул. К. Маркса и ул. Красина. Мать, Зауре Баировна Кунаева, урождённая Шынболатова (Чимбулатова) (1888—1973), родилась в бедной крестьянской семье в Казахстанском селе Чилик Чиликского района (нынешней Алматинской области). Они прожили совместно более 70 лет. Происходит из рода Ойык племени Ысты Старшего жуза.
Динмухамед Кунаев в своей автобиографической книге «От Сталина до Горбачёва» указывает, что его «предки берут своё начало от Байдибека, джигита Старшего жуза».

### Трудовая карьера

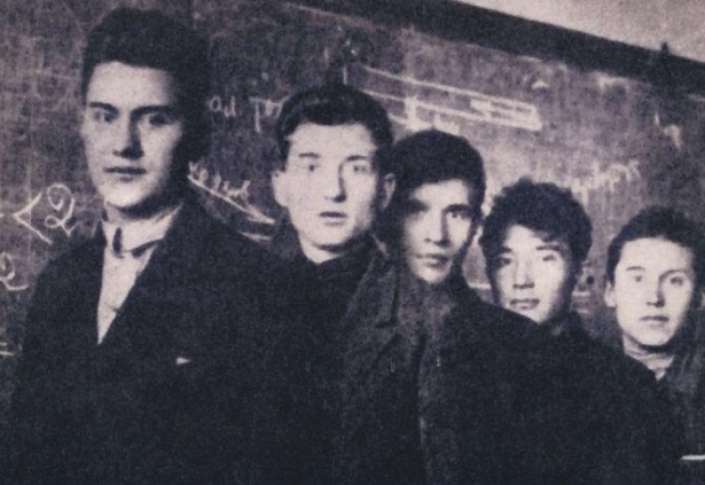
Вместе с сокурсниками

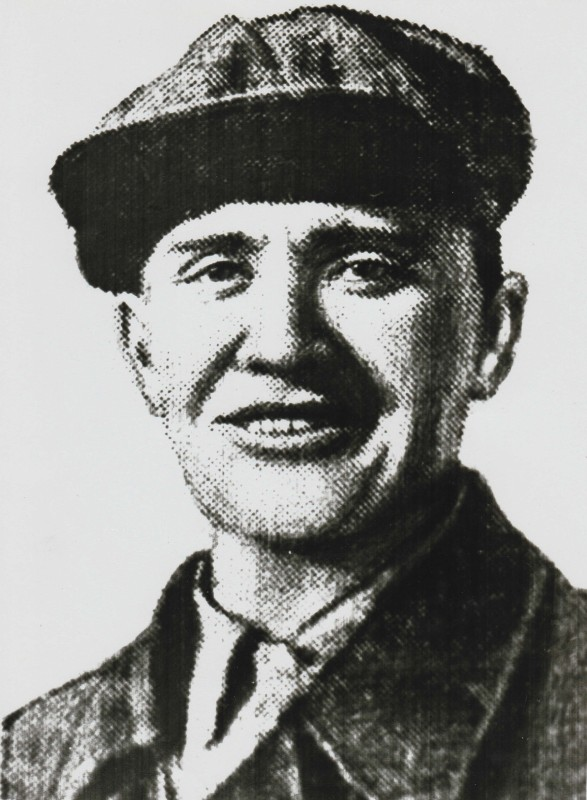
Инженер Прибалхашстроя. Дата: 7 ноября 1938 года.

Окончил Алма-Атинскую школу № 14. Занятия в школе совмещал с работой статистиком в секторе районирования Госплана Казахстана, а вечерами учился на курсах по подготовке в институт. Летом 1931 года получает путевку комсомола в Москву для поступления на горный факультет Московского института цветных металлов и золота. В 1936 году, защитив диплом на отлично, Динмухамед Кунаев заканчивает учебу и получает квалификацию горного инженера по эксплуатации рудных месторождений. В тот же год получает направление на Коунрад-Балхашскую стройку, где началась его трудовая карьера. В начальный период Великой Отечественной войны являлся заместителем главного инженера и начальником технического отдела комбината «Алтайполиметалл», а также директором Риддерского рудника Лениногорского рудоуправления.

### Во власти
1942—1952 — Заместитель председателя Совета народных комиссаров КазССР. На этой должности курировал всю тяжёлую промышленность республики, включая предприятия цветной металлургии, угольной и нефтяной промышленности, электростанции, железные дороги, транспорт и автотранспорт, оборонные заводы. На своей первой серьезной политической должности Кунаев проработал порядка 10 лет.

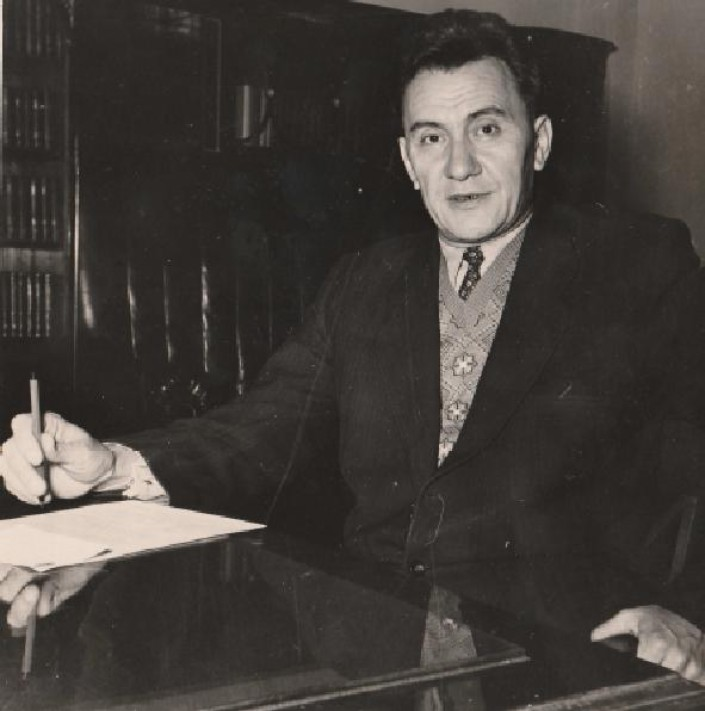
В 1952 году

1952—1955 — Президент Академии наук Казахской ССР.
1955—1960 — Председатель Совета Министров Казахской ССР.
19.01.1960—1962 — Первый секретарь ЦК КП Казахстана.
1962—1964 — Председатель Совета Министров Казахской ССР.
1971—1987 — член Политического Бюро ЦК КПСС (при Брежневе, Андропове, Черненко, Горбачеве).
7.12.1964—16.12.1986 — первый секретарь ЦК КП Казахстана.
1 сентября 1979 года создал СШ ГКУ 13 (ныне школа гимназия №13) в Кокшетау.

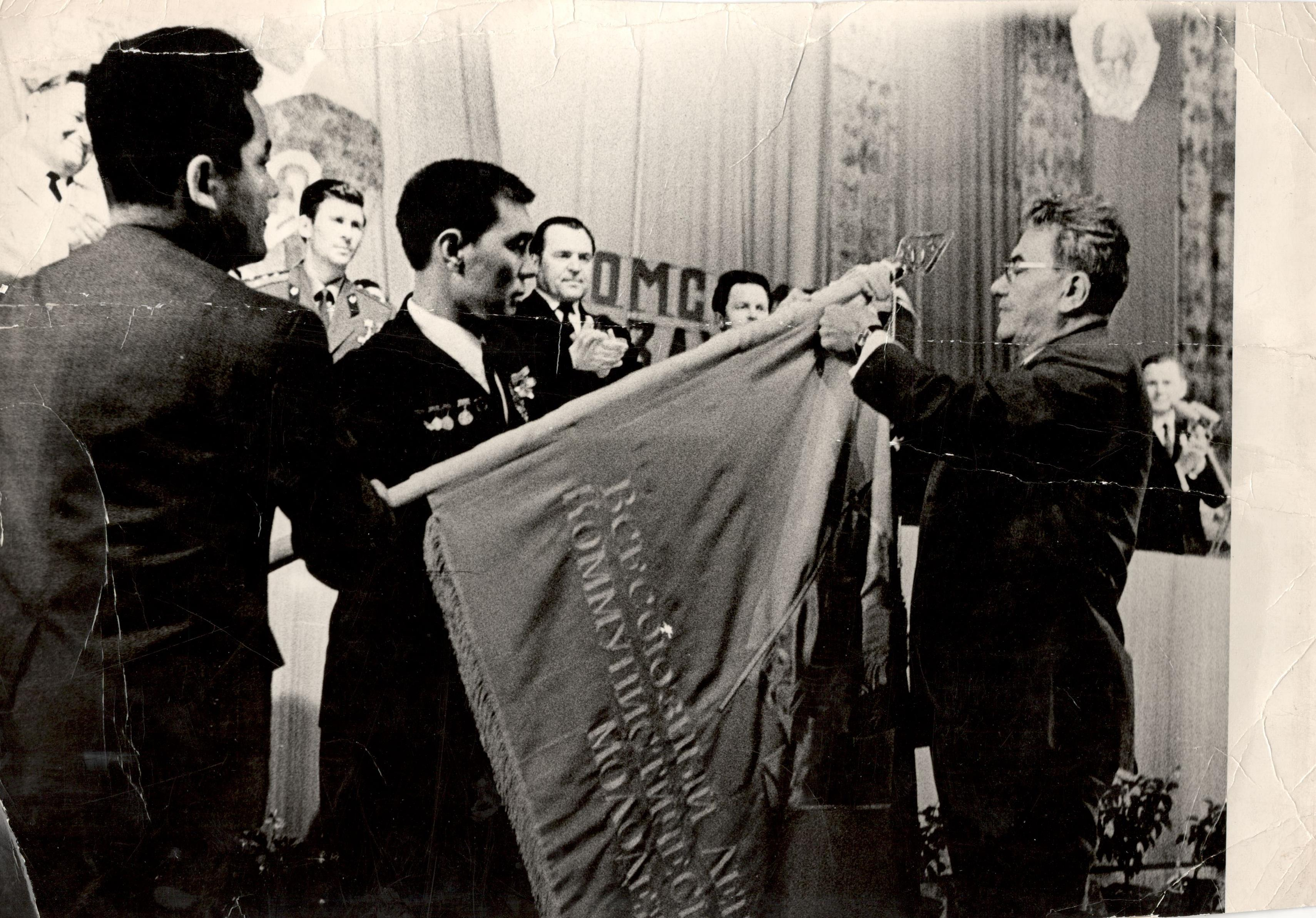
Д. А. Кунаев прикалывает знак награды к знамени ЛКСМ.

Во время руководства Казахской ССР Кунаев активно продвигал местные кадры. В частности он выдвинул на пост главы правительства будущего первого президента Казахстана Нурсултана Назарбаева. Во время одной из неофициальных встреч с членами Центрального комитета он сказал:
Никто из вас не станет следующим руководителем республики. Не обижайтесь за такие слова! Только у Нурсултана Назарбаева есть неплохие шансы стать моим преемником. Он достаточно молод и достаточно талантлив.
Однако впоследствии у Кунаева и Назарбаева возникли разные взгляды на управление республикой. По воспоминаниям Назарбаева, эта конфронтация достигла апогея в феврале 1986 года на XVI съезде Компартии Казахстана — последнем под руководством Кунаева. По неформально установленному порядку на партийных съездах делалось 2 доклада. Первый — отчетный доклад руководителя республиканской партийной организации, второй — содоклад председателя правительства. И на том съезде доклад Назарбаева был основан на критике, в частности, темпов роста объема производства и производительности труда, убыточность построенных новых объектов, недоосвоении бюджета в строительстве, провалах в сельском хозяйстве. В докладе критиковался также брат Кунаева — Аскар, который возглавлял Академию наук Казахской ССР. После этого Кунаев заходил к Горбачёву с предложением освободить Назарбаева от должности Председателя Совета Министров и перевести на зарубежную работу по линии Министерства иностранных дел. Но Горбачёв сказал, что на самого Кунаева поступило много жалоб из Казахстана, что секретари Центрального комитета не удовлетворены работой первого секретаря. Тогда Кунаев ответил: «Нет необходимости. Я уйду сам».
В феврале 1986 года состоялся XVI съезд КП Казахстана — последний под руководством Д. А. Кунаева. 11 декабря 1986 года без участия Кунаева состоялось заседание Политбюро ЦК КПСС, принявшее решение о его уходе на пенсию.
16 декабря 1986 года в ходе рекордно короткого пленума ЦК КП Казахстана, длившегося всего 18 минут, Динмухамед Кунаев был снят с поста первого секретаря ЦК КП Казахстана. На его место был избран 1-й секретарь Ульяновского обкома КПСС Геннадий Колбин, присланный по рекомендации Генерального секретаря ЦК КПСС М. С. Горбачёва. Смена руководителя республики привела к массовым беспорядкам, вошедшим в казахстанскую историю под названием «Желтоксан» (каз. «Декабрь»).
28 января 1987 Кунаев был выведен из состава Политбюро ЦК КПСС, а 26 июня 1987 — из состава ЦК КПСС.

### Изоляция и кампания очернения

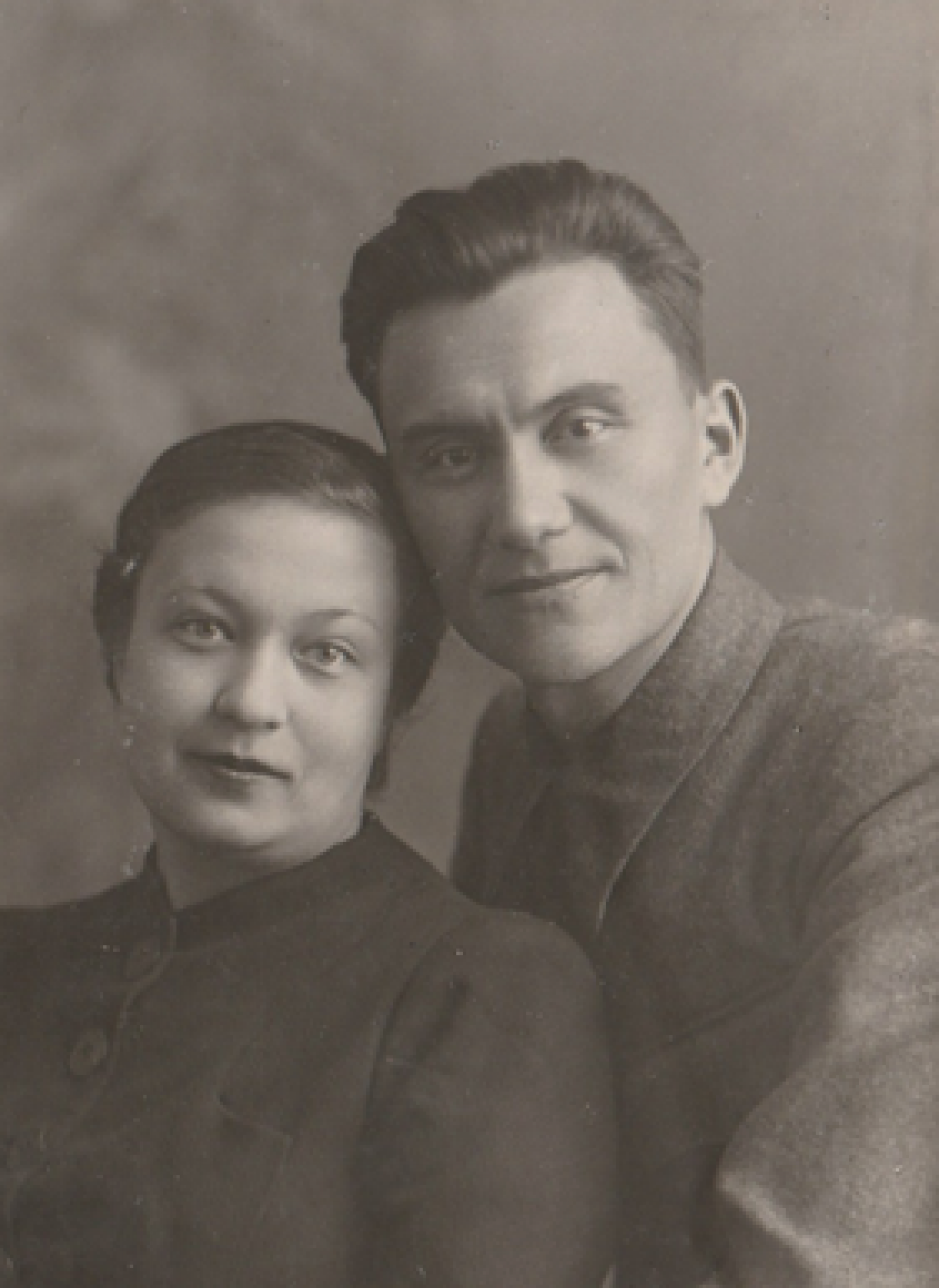

После отставки Кунаева Генеральный секретарь ЦК КПСС Михаил Горбачёв инициировал следствие против него, дав задание следователю по особо важным делам Генеральной прокуратуры СССР В. И. Калиниченко найти порочащие факты для предъявления обвинения. Однако сделать этого не удалось.
В московских изданиях была развёрнута кампания очернения бывшего первого секретаря Компартии Казахстана. Сам Кунаев находился под негласным домашним арестом. Ему запрещалось покидать пределы Алма-Аты, а по городу дозволялось прогуливаться лишь под надзором сотрудников КГБ. Фактический домашний арест был отменен лишь в 1990 году после смерти жены Динмухамеда Ахмедовича Зухры Шариповны, с которой он прожил более 50 лет.
С дозволения центра Кунаева лишили дачи и положенной ему как бывшему члену Политбюро и трижды Герою Социалистического Труда персональной пенсии. Все свои сбережения, 35 тысяч рублей, он впоследствии истратил на выкуп собственной квартиры.

### Последние годы жизни

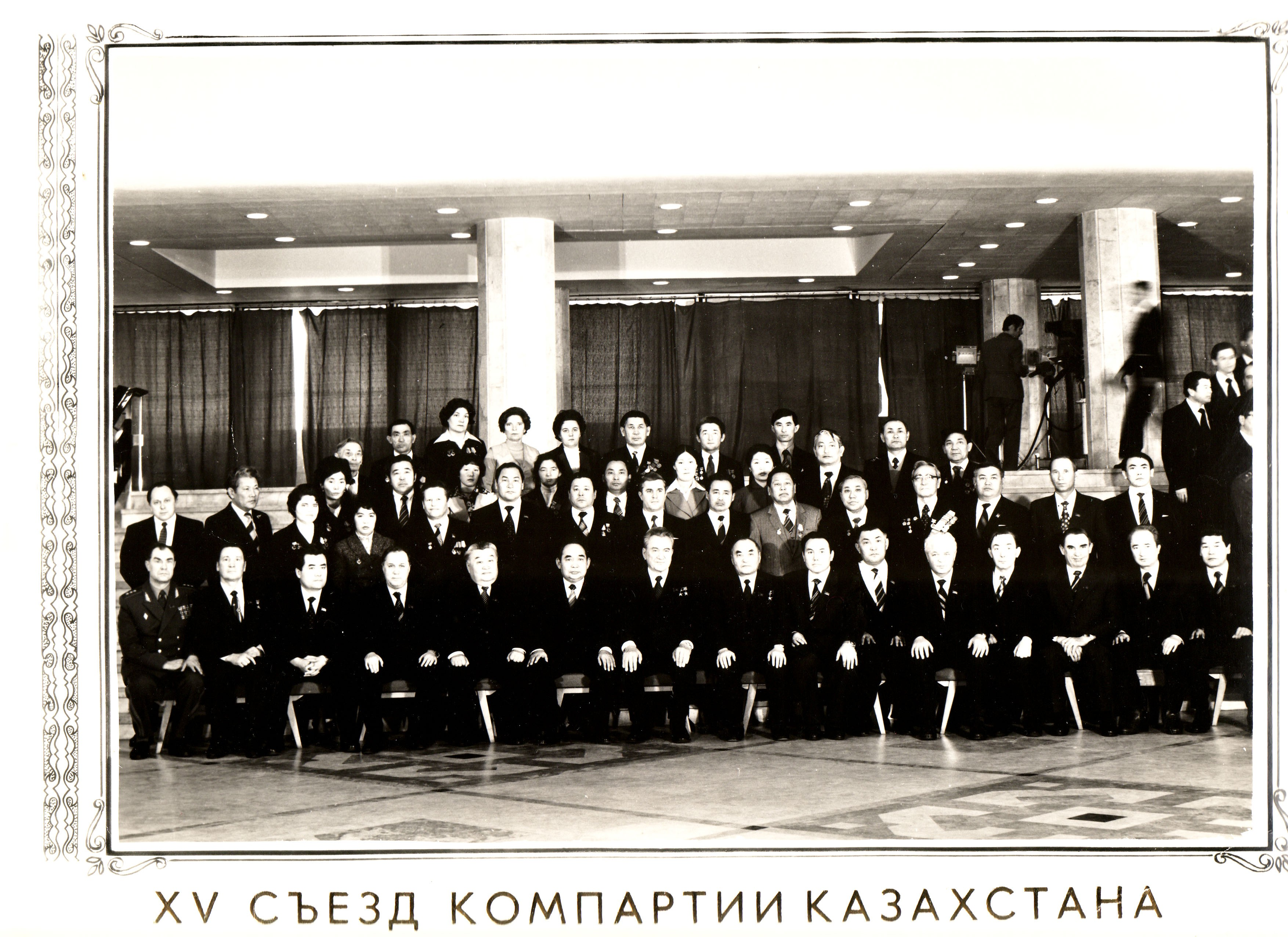
Кунаев и Назарбаев на XV съезде компартии КазССР (1984)

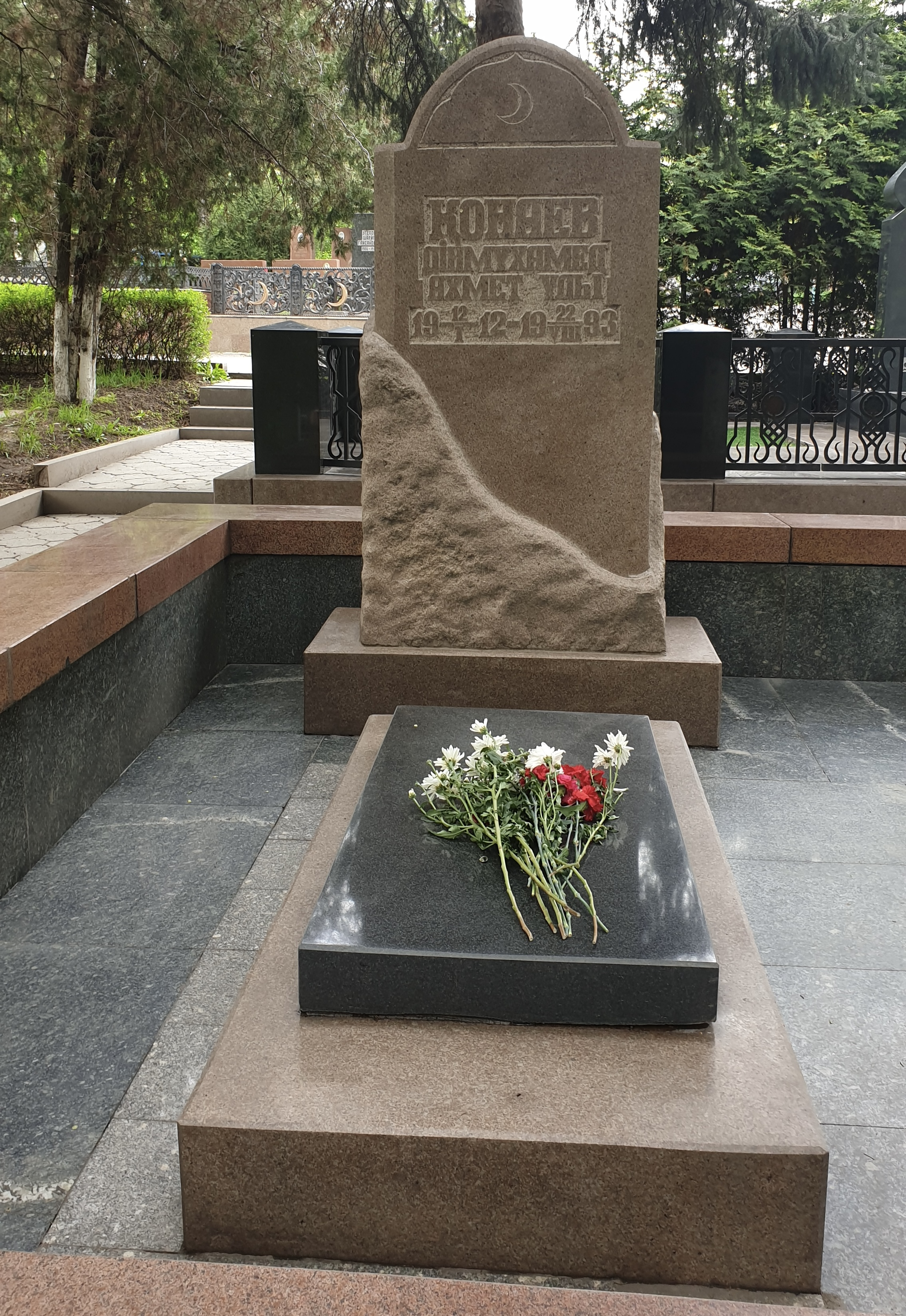
Надгробный памятник над могилой Динмухаммеда Конаева.

После отставки жил в родном городе Алма-Ате. В 1991—1993 годах после снятия домашнего ареста регулярно совершал поездки по республике, где встречался с населением.
Скончался вечером 22 августа 1993 года в селе Акши Алакольского района Алматинской области в результате второго сердечного приступа.
Похоронен 25 августа 1993 года на Кенсайском кладбище в г. Алма-Ате.

## Итоги деятельности
Учитывая специфику советской системы управления, Кунаев работал в рамках централизованной системы и не мог проводить самостоятельную политику. При этом он по мере возможности боролся за территориальную целостность республики. Например, выступил против предложения Хрущёва, который считал уместным, чтобы нефть Мангышлака осваивали туркмены, имеющие в этом деле большой опыт, а хлопковые районы Южного Казахстана передать Узбекистану. В итоге Казахской ССР остались эти территории, но эти возражения Кунаева были одной из причин, за которые он в итоге был снят с поста руководителя республики, а вернулся на свое место только после прихода к власти Брежнева.
При Кунаеве стал бурно развиваться аграрный сектор экономики Казахстана. В ходе реализации Косыгинских реформ, Казахстан превращался в важный центр СССР по производству технических культур, таких как сахарная свекла, хлопок, табак.
В годы правления Кунаева Казахстан вошёл в число трёх самых крупных экономик СССР, наряду с Россией и Украиной.
За период с 1970 года по 1985 год в три раза вырос объём машиностроения и химической промышленности.
Благодаря открытию новых месторождений нефти в западной части Казахстана, республика стала одним из крупных центров добычи нефти в СССР.
По статистическим данным информационно-аналитического центра МГУ, за годы деятельности Д. А. Кунаева производительный потенциал республики вырос более чем на 700 %. Объём промышленности вырос в 9 раз, сельского хозяйства — в 6 раз, капитальное строительство — в 8 раз.
Стала бурно развиваться инфраструктура столицы КазССР, города Алма-Аты. В Алма-Ате были сооружены такие объекты, как спортивный комплекс «Медео», здание Национальной библиотеки, Дом политического просвещения, новые корпуса КазНУ, Центральный республиканский музей, телебашня «Коктобе», Дом дружбы, Монумент Славы в парке 28 гвардейцев-панфиловцев, гостиницы «Казахстан», «Отырар», «Алма-Ата», «Алатау», санатории «Алатау», «Казахстан», микрорайоны «Самал», «Аксай», «Алмагуль», «Айнабулак» и многие другие культурные и жилые объекты.

## Память

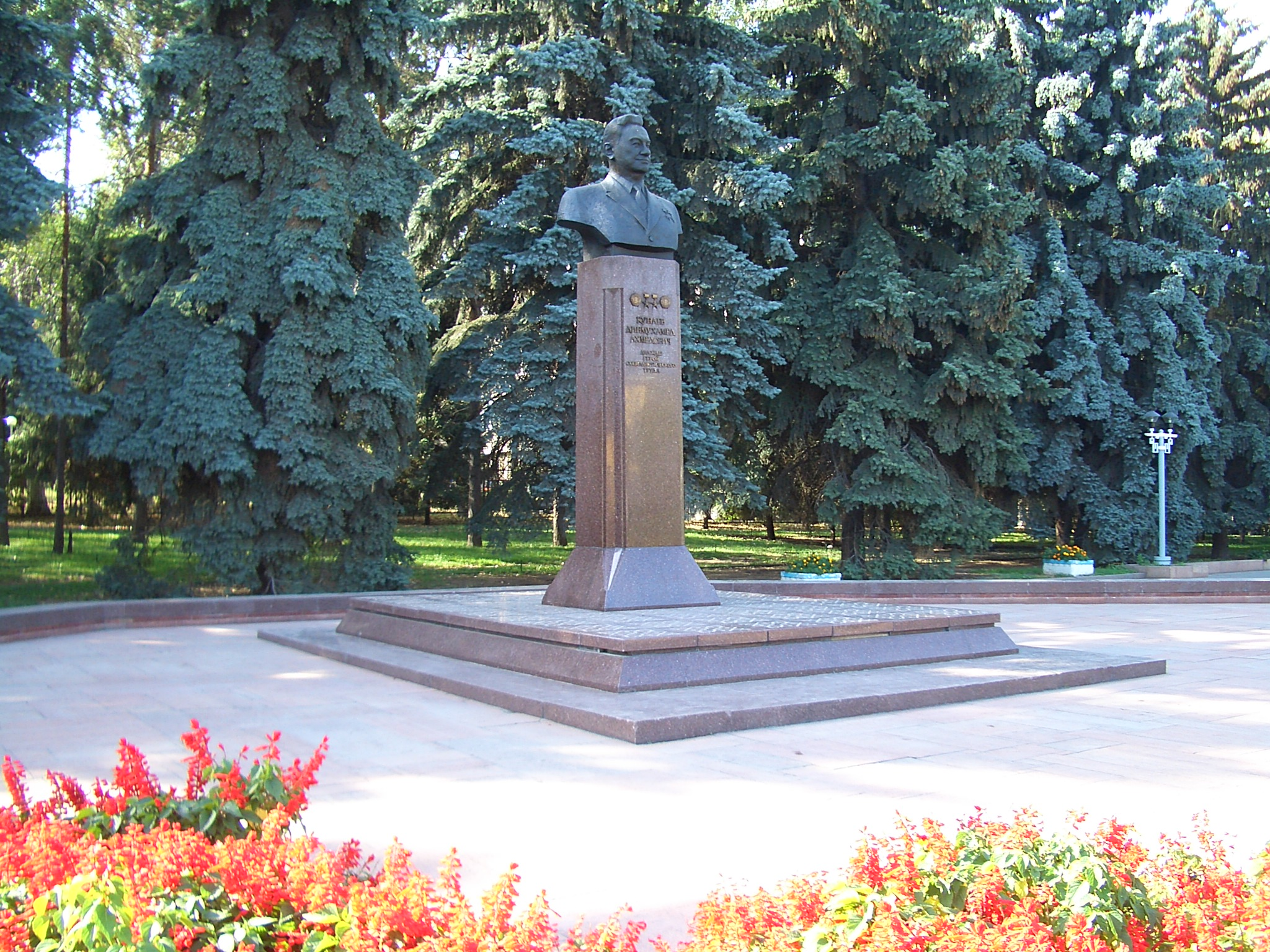
Бронзовый бюст Д. А. Кунаева в Алма-Ате

- В Алматы бюст установлен в сквере его имени. Также его бюст есть в селе Тортколь (ЮКО).
- Улицы в ряде городов Казахстана — в Астане, Алматы (см. улица Кунаева), Таразе, Талдыкоргане, центральная улица в новом административном центре Астаны (Левый берег).
- Имя Кунаева получил Большой Алматинский канал (БАК).
- В Уральске назван микрорайон.
- В Экибастузе проспект Индустриальный был переименован в проспект имени Кунаева.
- В Шымкенте в честь Д. А. Кунаева назван бульвар (бывший проспект Алма-атинский и бывшая улица Степная).
- Центральная улица и площадь г. Ушарал носит имя Д. А. Кунаева. Также на центральной площади установлен памятник Д. А. Кунаеву.
- В Ташкенте в честь Д. А. Кунаева была названа одна из центральных улиц города. Ныне переименована в Мирабадскую.
- В Алматы его имя носит Евразийская юридическая академия[2].
- Дом-музей Д. А. Кунаева (ул. Тулебаева, 117), открыт в 2002 году к 90-летнему юбилею Д. А. Кунаева[20].
- Мемориальный музей-квартира Д. А. Кунаева, открыт 12 января 2012 году к 100-летнему юбилею Д. А. Кунаева. Расположен в двухэтажном жилом доме на пересечении ул. Тулебаева и Карасай батыра, где он проживал долгие годы[20].
- В Алматы его имя носит Институт горного дела.
- В Таразе был открыт ему памятник 13.08.2022 г.
- В Караганде его имя носит колледж.
- В 2002 году при обсуждении возможного возвращения названия городу Риддеру первоначального имени ставился вопрос о переименовании его в Кунаев.
- В 2012 году Национальным банком Республики Казахстан к 100-летию со дня рождения Д.А. Кунаева были выпущены памятные монеты из серебра и медно-никелевого сплава.
- В 2022 году городу Капшагай (Капчагай) Алматинской области Казахстана в память о политике был переименован в Конаев[21].
- В мае 2022 года в селе Баканас Алматинской области Казахстана к 110-летнему юбилею был открыт памятник Кунаеву[22].
- 20 мая 2022 года появился Мурал с изображением государственного деятеля Динмухамеда Кунаева в Алма-Ате. Автором является Адильжан Муса[23].
- 13 августа 2022 года в Таразе открыли памятник государственному деятелю Динмухамеду Кунаеву[24].

## Киновоплощения
- Федор Гафнер — Путь лидера. Железная гора, 2013
- Алдабек Шалбаев — Так сложились звёзды, 2016
- Нартай Сауданбекұлы — Тәшенов. Тайталас, 2021
- Оразхан Кенебаев — Дос-Мукасан, 2022

## Публикации
- «Избранные речи и статьи» (Москва, Издательство политической литературы, 1978, 1 л. портр.)
- «О моём времени» (Алматы, Дәуір, 1992, 352 с, илл.)
- «От Сталина до Горбачёва»: в аспекте истории Казахстана" (Алматы изд. Санат,1994)
- «Өтті дәурен осылай» («Так прошла эпоха») Алматы, РГЖД «Дәуір», 1992

## Награды
- Трижды Герой Социалистического Труда (11.01.1972; 6.10.1976; 11.01.1982)
- 8 орденов Ленина (11.01.1957; 11.01.1962; 02.12.1971[25], 11.01.1972; 10.12.1973; 6.10.1976; 1.11.1979; 11.01.1982)
- орден Отечественной войны 1-й степени (23.04.1985)
- орден Трудового Красного Знамени (16.11.1945)
- медаль «За трудовую доблесть» (25.12.1959)
- медаль «За трудовое отличие» (26.04.1939)
- другие медали
- орден Георгия Димитрова (1982, Болгария)
- орден Сухэ-Батора (1974, Монголия)
- орден 25 февраля 1948 года (1982, Чехословакия)
- иностранные медали